# ميشيل فيلد
ميشيل فيلد (بالفرنسية: Michel Field)‏ هو صحفي ومذيع أخبار فرنسي، ولد في 17 يوليو 1954 في Saint-Saturnin-lès-Apt ‏ في فرنسا.

## وصلات خارجية
- ميشيل فيلد على موقع IMDb (الإنجليزية)
- ميشيل فيلد على موقع قاعدة بيانات الفيلم (الإنجليزية)